# Komise rady
Komise rady jsou poradní orgány zřízené radou obce, města, městyse, městské části, městského obvodu nebo kraje. 
V českém právním řádu jsou komise rady specifikovány v § 122 Zákona o obcích (obecní zřízení) 128/2000 Sb. Status výkonného orgánu obce však mají jen v případě, že jim byl svěřen výkon přenesené působnosti. Obvykle je komise podřízena radě, za takto svěřenou oblast však odpovídá jinému orgánu: do 31. prosince 2002 byl tímto orgánem okresní úřad, od té doby jím je  starosta obce. Na členy komise nejsou kladeny žádné požadavky, jen opět v případě svěření přenesené působnosti je na předsedovi komise požadováno, aby prokázal svou odbornou znalost v dané oblasti. Komise se rozhodují většinou všech členů. Rada není povinna komise zakládat, může je zřizovat a zrušovat dle potřeby.
Obdobně podle § 80 zákona č. 129/2000 Sb., o krajích, mohou své komise zřizovat rady krajů. 
Komise jsou obvykle zřizovány pro různé tematické oblasti, některé komise jako stálé, například místopisná, inventarizační, grantová, památková, dopravní (či pro jednotlivé druhy dopravy), klimatická, pro územní plán, pro cestovní ruch, sport, školství, informační a komunikační technologie, protipovodňová atd., nebo jako dočasné komise pro jednotlivé projekty či úkoly (výběr ředitele obecní organizace, konkrétní stavbu či rozvojové území, transformační nebo rozvojový projekt apod.). 
Specifickým typem komisí jsou stálé komise pro určitou část obce, označované například jako komise místní nebo městské části, občanské komise, komise pro rozvoj příměstských částí nebo komise pro integrované obce. Jde o slabší obdobu samosprávy městské části nebo městského obvodu statutárního města nebo místního nebo osadního výboru zastupitelstva obce. Taková část obce nemá vlastní subjektivitu, samosprávu ani orgány. Zatímco místní nebo osadní výbor má vůči samosprávě obce i kontrolní funkci, komise rady obce mají pouze iniciativní a poradní funkci vůči radě obce. Příklady obcí s takovými komisemi jsou uvedeny v článku Osadní výbor.